# Katal
Katal (znak: kat) mjerna je jedinica Međunarodnog sustava za katalitičku aktivnost. Jedan je katal jednak jednom molu u sekundi:
1 kat = 1 mol·s−1
U biokemiji se također koristi jedinica za enzimsku aktivnost (znak: U) milijun puta manja od katala:
1 kat = 106 U